# Barnea subtruncata
Barnea subtruncata är en musselart som först beskrevs av G. B. Sowerby I 1834.  Barnea subtruncata ingår i släktet Barnea och familjen borrmusslor. Inga underarter finns listade i Catalogue of Life.